# Žalgirio Arena
 (avril 2025).
La Žalgirio Arena est un complexe omnisports situé à Kaunas, Lituanie.
Construite pour accueillir des évènements sportifs (basket-ball), elle est aussi utilisée lors de concerts. Avec une capacité maximale de 15 442 places pour les matches de basket-ball, et 16 160 pour les concerts, c'est la plus grande arène couverte de Lituanie et des pays baltes.
La salle accueille les matches de la ligue lituanienne de basket-ball et de l'Euroligue du Žalgiris Kaunas. Certaines rencontres du Championnat d'Europe de basket-ball 2011, dont la finale, se déroulent dans l'enceinte de la Žalgirio Arena.

## Histoire
La construction de la Žalgirio Arena débute en septembre 2008. Les travaux ont été confiés à la société Vėtrūna, sous le contrôle de l'architecte Eugenijus Miliūnas. Le site choisi est une île sur le fleuve Niémen, située à environ un kilomètre à l'est du centre historique de Kaunas. Le complexe, qui comprend un parking sur deux étages en plein air, est construit au plus près des rives du fleuve. Il est desservi directement par la karaliaus mindaugo prospektas, une des artères principales de Kaunas.

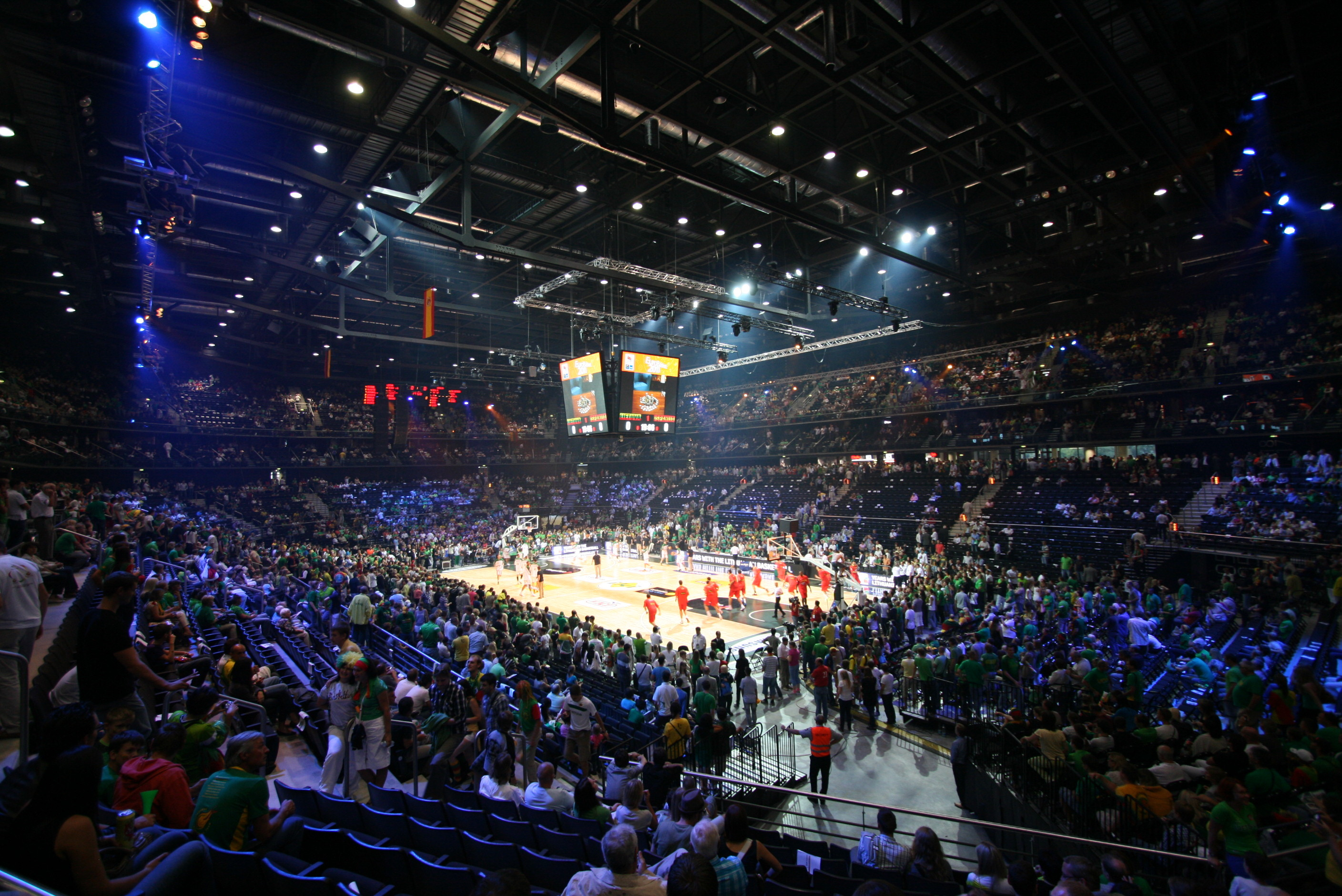
Vue de l'intérieur de l'arène lors du match Lituanie-Espagne, 18 août 2011

 Les travaux se sont étendus sur environ 3 ans, pour un coût estimé à 168,8 millions de litas (48,65 millions d'euros). Le complexe a accueilli son premier évènement, une rencontre amicale de basket-ball entre la Lituanie et l'Espagne le 18 août 2011, soit 13 jours avant le début du championnat d'Europe de basket-ball 2011.

## Galerie

Évolution du chantier de la Žalgirio Arena
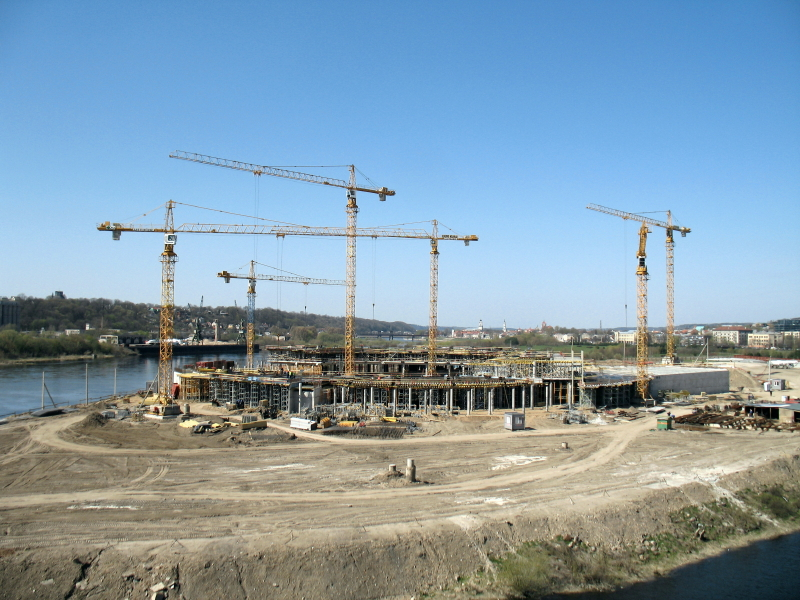
En mai 2009
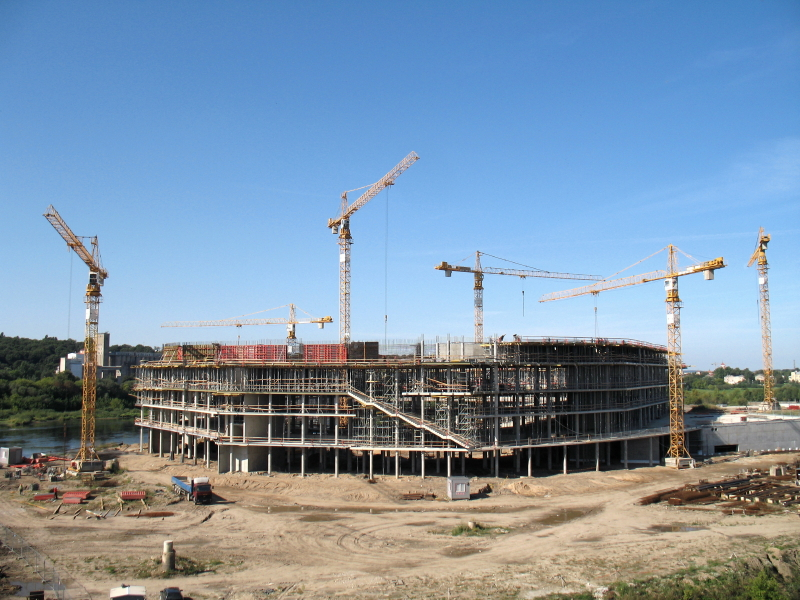
En septembre 2009
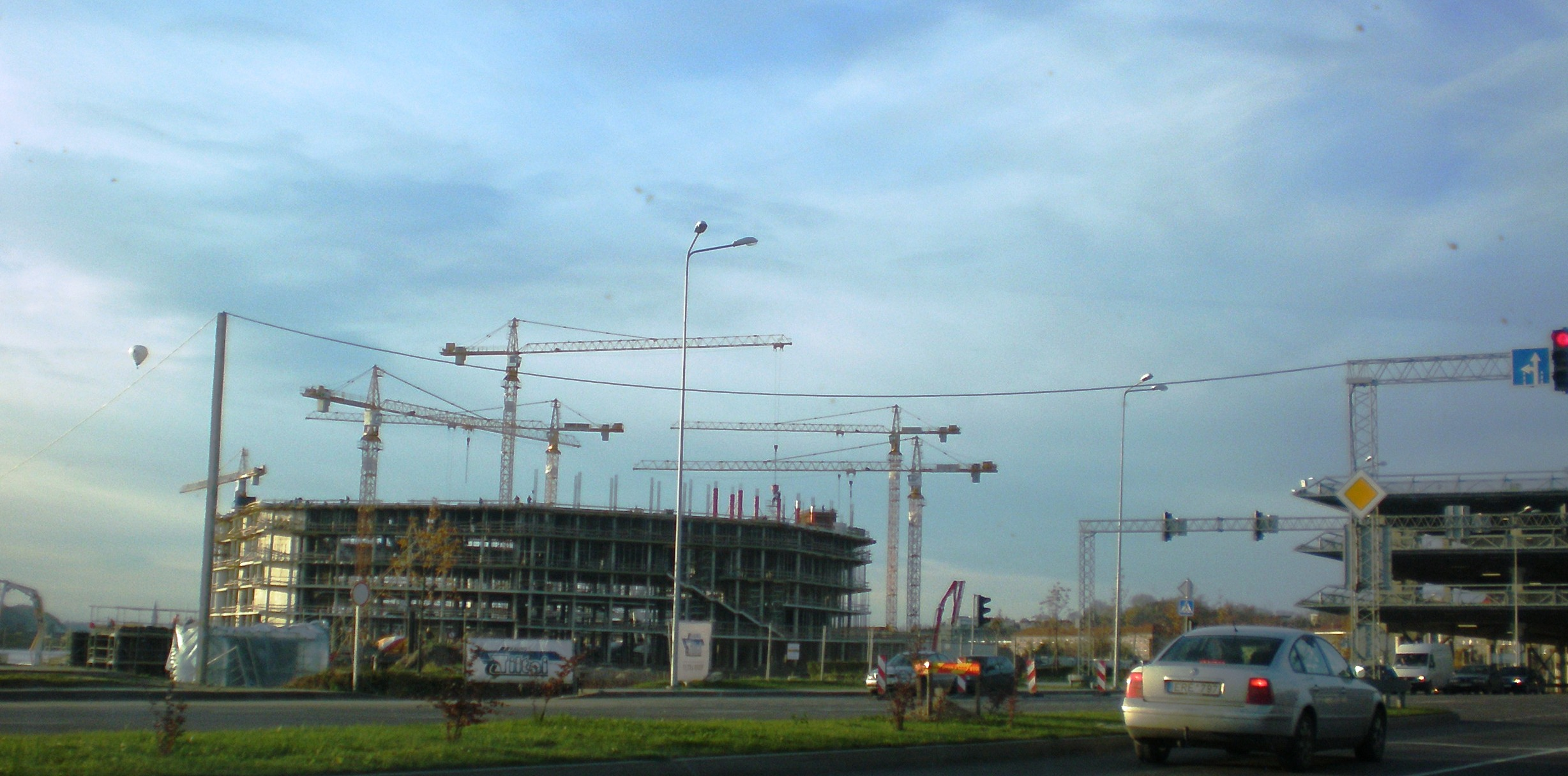
En octobre 2009
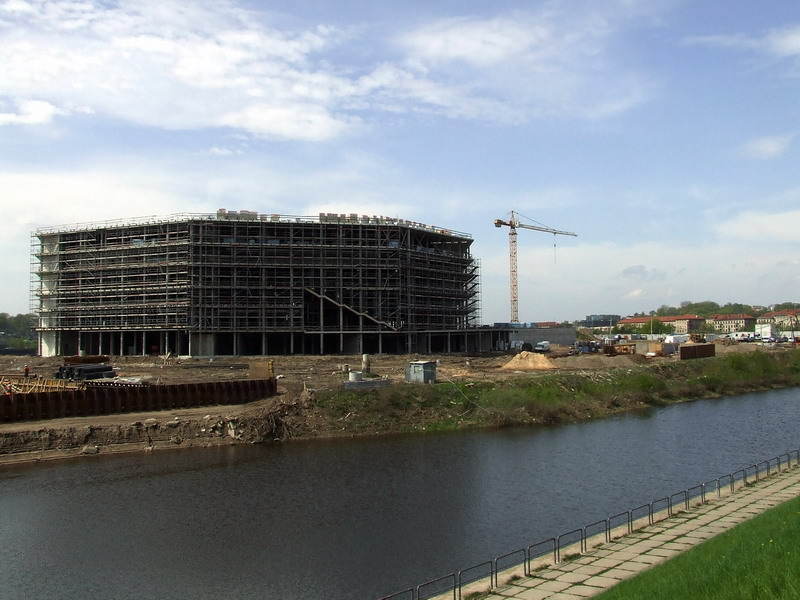
En mai 2010

## Événements
- Championnat d'Europe de basket-ball 2011
- Championnats d'Europe de patinage artistique 2024